# Simone Gbagbo

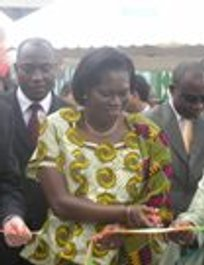
Simone Gbabgbo (2006)

Simone Ehivet Gbagbo (* 20. Juni 1949 in Moussou, Grand-Bassam) ist eine ivorische Gewerkschafterin und Politikerin.

## Leben

### Jugend
Simone Gbagbo ist die Tochter des Höheren Polizeibeamten Jean Ehivet und Marie Djaha, die bei ihrer Geburt starb. Ab 1973 studierte sie Geschichte und Sprachwissenschaften an der ivorischen École normale supérieure sowie den Hochschulen Universität Cocody-Abidjan, der Universität Paris XIII und der Université Cheikh Anta Diop de Dakar. Ihr Studium schloss sie  mit der Promotion ab. Zwischen 1967 und 1971 engagierte sie sich in der Katholischen Hochschuljugend JEC-F (Jeunesse estudiantine catholique). Aufgrund ihrer Tätigkeit in der Gewerkschaftsbewegung und ihrer damaligen marxistischen Gesinnung wurde sie in den 1970er Jahren wiederholt verhaftet. Zusammen mit ihrem späteren Ehemann Laurent Gbagbo gehörte sie 1982 zu den Gründern der Front Populaire Ivoirien (FPI). 1989 heirateten sie. 1996 erlitt sie einen schweren Verkehrsunfall, woraufhin sie zum evangelikalen Christentum konvertierte.
Von 2000 bis 2010 war sie als Ehefrau von Laurent Gbagbo die Première Dame der Elfenbeinküste sowie Fraktionsführerin und eine der Vizepräsidenten der Regierungspartei FPI. Sie engagierte sich karitativ im Kampf gegen Armut und Aids.

### Bürgerkrieg
Gemeinsam mit ihrem Mann führte die unter den Spitznamen „Eiserne Lady“ und „Xena – Die Kriegerprinzessin“ bekannte Simone Gbagbo das Land in einer Art „Doppelspitze“. Nach Beginn des Bürgerkriegs zwischen dem christlichen Süden und dem muslimischen Norden 2002 trat sie als „nationalistische Hardlinerin“ auf. Zeitungsberichten zufolge soll sie auch maßgeblich für die Weigerung ihres Mannes verantwortlich gewesen sein, die Wahlniederlage bei der Präsidentschaftswahl 2010 gegen Alassane Ouattara anzuerkennen.
Im Jahr 2005 wurde Simone Gbagbo in einem vertrauliche Bericht der Vereinten Nationen beschuldigt, sie habe die Tötung von Rivalen ihres Mannes durch Todesschwadronen veranlasst. 2008 warf ihr die Organisation „Reporter ohne Grenzen“ vor, für das spurlose Verschwinden des französisch-kanadischen Journalisten Guy-André Kieffer im Jahr 2004 verantwortlich gewesen zu sein.

### Regierungskrise
Simone Gbagbo war, gemeinsam mit ihrem Mann und dessen Vertrauten Alcide Djédjé, Désiré Asségnini Tagro und Pascal Affi N’Guessan von, am 6. Januar 2011 beschlossenen, Sanktionen der Vereinigten Staaten betroffen. Alle ihre Besitztümer wurden eingefroren und Firmen durften keine Geschäfte mit ihr machen. Gemeinsam mit denselben Personen war sie auch in der Resolution 1975 des UN-Sicherheitsrates vom 30. März explizit erwähnt, der das Blockieren ihres Vermögens sowie ein allgemeines Reiseverbot vorsah. Ihnen wurde „Behinderung des Friedens- und Aussöhnungsprozesses“ und „öffentliche Aufstachelung zu Hass und Gewalt“ vorgeworfen.
Am 11. April 2011 wurde sie zusammen mit ihrem Mann von Streitkräften Ouattaras, die von französischen Soldaten der Opération Licorne und UN-Soldaten der Opération des Nations Unies en Côte d’Ivoire unterstützt wurden, festgenommen. Das Foto ihrer Gefangennahme, bei der Soldaten mit ihr posierten, ging um die Welt.

### Haftbefehl des Internationalen Strafgerichtshofs
Am 22. November 2012 teilte der Internationale Strafgerichtshof (IStGH) mit, dass er einen Haftbefehl gegen Simone Gbagbo ausgestellt habe. Dieser war bereits am 29. Februar 2012 erlassen, aber damals als geheim eingestuft worden. Simone Gbagbo ist damit die erste Frau, die vom IStGH angeklagt wurde. Ihr werden Verbrechen gegen die Menschlichkeit vorgeworfen. Sie wurde jedoch 2015 von einem ivorischen Gericht zu 20 Jahren Haft verurteilt und kam am 7. August 2018 aufgrund einer allgemeinen Amnestie des ivorischen Präsidenten Alassane Ouattara frei.

### Politische Aktivitäten seit 2024
Am 30. November 2024 wurde sie als Kandidatin ihrer Partei, der Movement of Capable Generations (MGC), für die Präsidentschaftswahl 2025 nominiert.